# Kilmeaden
Kilmeaden är en ort i republiken Irland. Den ligger i den sydöstra delen av landet, 140 km sydväst om huvudstaden Dublin. Kilmeaden ligger 19 meter över havet och antalet invånare är 193.
Terrängen runt Kilmeaden är huvudsakligen platt, men åt nordväst är den kuperad.  Närmaste större samhälle är Waterford, 9,3 km öster om Kilmeaden. Trakten runt Kilmeaden består i huvudsak av gräsmarker.